# كيث أ. سميث
كيث أ. سميث (بالإنجليزية: Keith A. Smith)‏ هو كاتب وفنان أمريكي، ولد في 20 مايو 1938 في تيبتون في الولايات المتحدة.